# Vice-présidente de l'Iran chargée des Affaires féminines et familiales
La vice-présidente de l'Iran chargée des Affaires féminines et familiales est une responsable politique de la République islamique d'Iran, membre du cabinet présidentiel, chargée des femmes et des affaires familiales.
L'actuelle vice-présidente est Zahra Behrouz Azar depuis 2024.

## Histoire
Avant la révolution iranienne de 1979, seule une femme occupe une fonction similaire. Mahnaz Afkhami est ainsi ministre responsable des Affaires féminines dans le gouvernement du Premier ministre Amir Abbas Hoveida.
Shahla Habibi est nommée à la tête du Bureau des affaires féminines au début des années 1990,. Son adjointe, Masoumeh Ebtekar, aurait été la « principale force motrice » de cette organisation. Le bureau est rebaptisé Centre pour participation des femmes sous la présidence de Mohammad Khatami, Zahra Shojaei étant nommée à sa tête. Sous la présidence de Mahmoud Ahmadinejad, en 2005, l'organisme est rebaptisé Centre des femmes et des affaires familiales, un changement qui signe le virage conservateur de l'exécutif vis-à-vis des femmes. Nasrin Soltankhah, Zohreh Tabibzadeh-Nouri puis Maryam Mojtahedzadeh président le centre jusqu'en 2013, date à laquelle il est élevé au rang de poste vice-présidentiel.
| Nom                     | Poste                                                      | Dates     | Nommée par               |
| ----------------------- | ---------------------------------------------------------- | --------- | ------------------------ |
| Mahnaz Afkhami          | Ministre sans portefeuille, chargée des Droits des femmes  | 1975–1978 | Amir Abbas Hoveida       |
| Shahla Habibi           | Présidente du Bureau des Affaires féminines                | 1992–1997 | Akbar Hashemi Rafsanjani |
| Zahra Shojaei           | Présidente du Centre pour la participation des femmes      | 1998–2005 | Mohammad Khatami         |
| Nasrin Soltankhah       | Présidente du Centre des Femmes et des Affaires familiales | 2005–2006 | Mahmoud Ahmadinejad      |
| Zohreh Tabibzadeh-Nouri | Présidente du Centre des Femmes et des Affaires familiales | 2006–2009 | Mahmoud Ahmadinejad      |
| Maryam Mojtahedzadeh    | Présidente du Centre des Femmes et des Affaires familiales | 2009–2013 | Mahmoud Ahmadinejad      |

## Vice-présidentes
| N° | N° | Photo | Noms                  | Dates des fonctions | Dates des fonctions | Parti                                     | Président           |
| N° | N° | Photo | Noms                  | Début               | Fin                 | Parti                                     | Président           |
| -- | -- | ----- | --------------------- | ------------------- | ------------------- | ----------------------------------------- | ------------------- |
|    | 1  |       | Maryam Mojtahedzadeh  | 27 juillet 2013     | 8 octobre 2013      | NC                                        | Mahmoud Ahmadinejad |
|    | 2  |       | Shahindokht Molaverdi | 8 octobre 2013      | 9 août 2017         | Front de participation à l'Iran islamique | Hassan Rohani       |
|    | 3  |       | Masoumeh Ebtekar      | 9 août 2017         | 1er septembre 2021  |                                           |                     |
|    | 4  |       | Ansieh Khazali        | 1er septembre 2021  | 10 août 2024        | NC                                        | Ebrahim Raïssi      |
|    | 5  |       | Zahra Behrouz Azar    | 10 août 2024        | En fonction         | NC                                        | Massoud Pezechkian  |